# 羅布納獎
羅布納獎（英語：Loebner Prize）是一個人工智慧競賽，每年舉辦一次，評審將會選出最類似人類的電腦程式。比賽採用標準圖靈測試。在每一輪比賽中，評審同時與使用電腦的人類及人工智慧進行文本對話。根據參賽者的答复，評審必須決定哪一個是人類與人工智慧。
休·羅布納於1990年與美國馬薩諸塞州劍橋行為研究中心聯合發起這項賽事。它曾與弗林德斯大學，達特茅斯學院，倫敦科學博物館，雷丁大學和阿爾斯特大學，馬吉校區，德里，英國文化城合作。在人工智慧領域，羅布納獎曾引發一些爭議，馬文·明斯基稱之為一場無助於人工智慧領域的宣傳。

## 外部連結
- 官方网站
- Markoff, John. . New York Times. Jan 10, 1993. Conversation with the 1992 winner; topic: men and women
- Platt, Charles. . Wired. April 1995  [2017-07-08]. （原始内容存档于2013-06-03）.
- Shah, Huma. . Oct 2008  [2017-07-08]. （原始内容存档于2017-10-21）.
- Christian, Brian. . The Atlantic. March 2011  [2017-07-08]. （原始内容存档于2012-07-29）.